# Wasilis Polimeros
Wasilis Polimeros (gr. Βασίλειος Πολύμερος, ur. 20 lutego 1976 w Wolosie) – grecki wioślarz, srebrny medalista w wioślarskiej dwójce podwójnej wagi lekkiej wraz z Dimitrisem Mujosem podczas Letnich Igrzysk Olimpijskich w Pekinie.

## Osiągnięcia
- Mistrzostwa Świata – Lucerna 2001 – czwórka podwójna wagi lekkiej – 2. miejsce[1].
- Igrzyska Olimpijskie – Ateny 2004 – dwójka podwójna wagi lekkiej – 3. miejsce[1].
- Mistrzostwa Świata – Gifu 2005 – jedynka wagi lekkiej – 1. miejsce[1].
- Mistrzostwa Świata – Monachium 2007 – dwójka podwójna wagi lekkiej – 2. miejsce[1].
- Mistrzostwa Europy – Poznań 2007 – dwójka podwójna wagi lekkiej – 2. miejsce[2].
- Igrzyska Olimpijskie – Pekin 2008 – dwójka podwójna wagi lekkiej – 2. miejsce[1].
- Mistrzostwa Europy – Ateny 2008 – dwójka podwójna wagi lekkiej – 1. miejsce[2].
- Mistrzostwa Świata – Poznań 2009 – jedynka wagi lekkiej – 2. miejsce[2].
- Mistrzostwa Europy – Brześć 2009 – dwójka podwójna wagi lekkiej – 1. miejsce[2].